# Драгољуб Гула Милосављевић
Драгољуб Гула Милосављевић (Петровац на Млави, 30. мај 1923 — Београд, 25. март 2005) био је српски глумац.
Отац је глумице Владице Милосављевић.

## Биографија
Драгољуб Гула Милосављевић је рођен у Петровцу на Млави 1923. године. Потиче из занатске породице. У родном месту завршио је основну школу, затим је од 1936. до 1939. похађао Занатско-трговачку школу и радио код оца у кројачкој радионици. За време школовања учествовао је на рецитаторским приредбама, писао песме и играо у аматерским позориштима.
Глумом је почео да се бави као петнаестогодишњак у путујућој позоришној групи „Прендић”. Завршио је државну позоришну школу у Новом Саду 1951. године, када постаје стални члан Српског народног позоришта из Новог Сада.
Од 1969. године прелази у Београд у Југословенско драмско позориште, где остаје две деценије до свог пензионисања.

## Занимљивости
- Постоји фестивал „Гулини дани у Петровцу на Млави“.[1]

## Улоге
| Год.       | Назив                                         | Улога                            |
| ---------- | --------------------------------------------- | -------------------------------- |
| 1950-е     |                                               |                                  |
| 1958.      | Госпођа министарка                            | Момак из министарства            |
| 1960-е     |                                               |                                  |
| 1961.      | Избирачица                                    |                                  |
| 1964.      | Бој на Косову                                 |                                  |
| 1965.      | Лицем у наличје (ТВ серија)                   |                                  |
| 1966.      | Три бекрије (ТВ филм)                         |                                  |
| 1966-1967. | Лаку ноћ, децо (ТВ серија)                    |                                  |
| 1967.      | Лаку ноћ Шњука (кратак филм)                  |                                  |
| 1967.      | Волите се људи (ТВ серија)                    |                                  |
| 1967.      | Пробисвет (ТВ серија)                         |                                  |
| 1968.      | Самци (ТВ серија)                             | Чедомир                          |
| 1968.      | Права адреса (ТВ филм)                        | Младожења                        |
| 1968.      | Слепи миш (ТВ филм)                           | Капетан Милић                    |
| 1968.      | Весели повратак (ТВ филм)                     |                                  |
| 1968.      | Пријатељство, занат најстарији (ТВ филм)      | Ото/Стеван                       |
| 1969.      | Самци 2 (ТВ серија)                           |                                  |
| 1969.      | Заобилазни Арчибалд (ТВ серија)               |                                  |
| 1970-е     |                                               |                                  |
| 1970.      | Бурна ноћ (ТВ филм)                           |                                  |
| 1970.      | Рођаци (ТВ серија)                            | Трифун                           |
| 1971.      | Капетан из Кепеника (ТВ филм)                 |                                  |
| 1971.      | Улази слободан човек (ТВ филм)                |                                  |
| 1971.      | Дан дужи од године                            | Професор                         |
| 1971.      | Дипломци (ТВ серија)                          | Петар Зврк                       |
| 1972.      | Глумац је, глумац                             |                                  |
| 1972.      | Злочин и казна (ТВ филм)                      | Крчмар                           |
| 1972.      | Самоубица (ТВ филм)                           | Јегорушка                        |
| 1972.      | Време коња                                    |                                  |
| 1972.      | Дамон (ТВ филм)                               | Теодор                           |
| 1972.      | Женски разговори (ТВ серија)                  |                                  |
| 1973.      | Сланици (ТВ филм)                             | Батица, брат Кокицин             |
| 1973.      | Камионџије (ТВ серија)                        | Директор школе Гузина            |
| 1974.      | Мистер Долар (ТВ филм)                        | Господин саветник са репутацијом |
| 1974.      | Канаринац (кратак филм)                       |                                  |
| 1974.      | Против Кинга                                  | Кловн                            |
| 1975.      | Циркус бува (ТВ филм)                         |                                  |
| 1975.      | Трећи за преферанс (ТВ филм)                  |                                  |
| 1975.      | Игњатовић против Гебелса (ТВ филм)            |                                  |
| 1976.      | Вуци и овце (ТВ филм)                         |                                  |
| 1976.      | Салаш у Малом Риту (филм)                     | Веља                             |
| 1976.      | Салаш у Малом Риту (ТВ серија)                | Веља                             |
| 1976.      | Два другара (ТВ серија)                       | Радулов отац Вукашин             |
| 1977.      | Част ми је позвати вас (ТВ серија)            | Гула                             |
| 1977.      | Више од игре (ТВ серија)                      | Вага Голубовић                   |
| 1977.      | Окасион (ТВ филм)                             |                                  |
| 1978.      | Дан када се рушио свет (ТВ филм)              |                                  |
| 1979.      | Сумњиво лице (ТВ филм)                        | Таса                             |
| 1979.      | Господин Димковић (ТВ филм)                   | Саветник Прибаковић              |
| 1980-е     |                                               |                                  |
| 1980.      | Авантуре Боривоја Шурдиловића                 | Бобов пријатељ                   |
| 1980.      | Било, па прошло                               | Берберин                         |
| 1980.      | Дошло доба да се љубав проба (ТВ филм)        | Комшија                          |
| 1980.      | Врућ ветар (ТВ серија)                        | Бобов пријатељ                   |
| 1981.      | 500 када (ТВ филм)                            | Портир                           |
| 1981.      | Смрт пуковника Кузмановића (ТВ филм)          | Ћирица Јевђенијевић              |
| 1981.      | Ми смо смешна породица (ТВ серија)            |                                  |
| 1982.      | Маратонци трче почасни круг                   |                                  |
| 1983.      | Још овај пут                                  | Зокин муштерија                  |
| 1983.      | Освајање среће (ТВ серија)                    |                                  |
| 1984.      | У срцу моје плавуше (кратак филм)             | Жупник                           |
| 1984.      | Како се калио народ Горњег Јауковца (ТВ филм) | Цане                             |
| 1984.      | О покојнику све најлепше                      | Цане                             |
| 1986.      | Друга Жикина династија                        | Влајко                           |
| 1987.      | Сазвежђе белог дуда (ТВ серија)               | Јова                             |
| 1987.      | Октоберфест                                   |                                  |
| 1988.      | Нека чудна земља                              | Министар финансија               |
| 1988.      | Балкан експрес 2                              | Телал                            |
| 1989.      | Госпођа министарка (ТВ филм)                  | Теча Јаков                       |
| 1989.      | Вампири су међу нама                          | Нервозни старац                  |
| 1989.      | Балкан експрес 2 (ТВ серија)                  | Добошар                          |
| 1990-е     |                                               |                                  |
| 1990.      | Агенција Киком (мини-серија)                  |                                  |
| 1990.      | Секс - партијски непријатељ бр. 1             | Јајинциков                       |
| 1991.      | Туце свилених чарапа (ТВ филм)                |                                  |
| 1991.      | Мала                                          | Старац                           |
| 1993.      | Рај (ТВ)                                      | Гост у борделу                   |
| 1993.      | Срећни људи (ТВ серија)                       | Рашљар Костић                    |
| 1995.      | Подземље                                      | Господин                         |
| 1995.      | Отворена врата (ТВ серија)                    | Диригент Ћирица                  |
| 1995.      | Трећа срећа                                   | Топли брат                       |
| 1996.      | Била једном једна земља (ТВ серија)           | Господин                         |
| 1997.      | Гардеробер (ТВ филм)                          | Џефри Торнтон                    |